# Asymptota

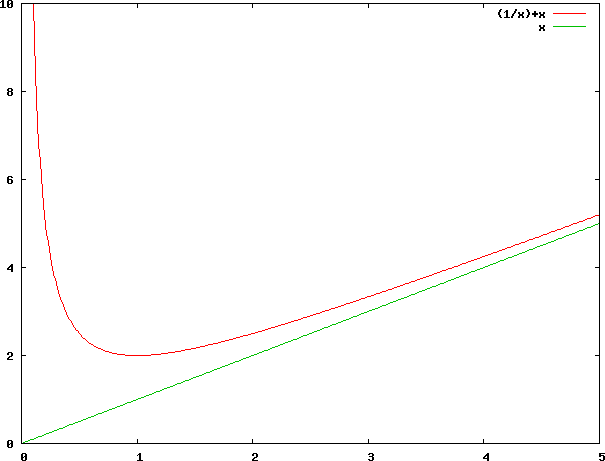
Funkcja ma dwie asymptoty: oraz

Krzywa może przecinać asymptotę również nieskończoną liczbę razy

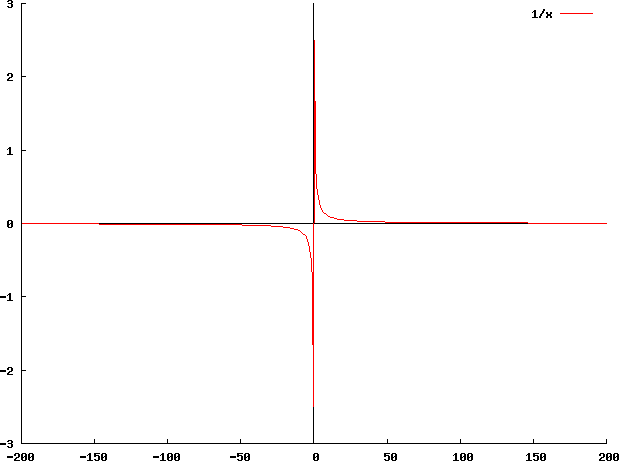
Na powyższym rysunku, funkcja ma dwie asymptoty: oraz które są obustronne

Asymptota krzywej (gr. ἀσύμπτοτη, „nie stykać się”) – prosta {\displaystyle l} jest asymptotą danej krzywej {\displaystyle C} (w szczególności wykresu funkcji), jeśli dla punktu oddalającego się nieograniczenie wzdłuż krzywej {\displaystyle C} odległość tego punktu od prostej {\displaystyle l} dąży do zera.
Asymptota funkcji to asymptota krzywej stanowiącej wykres funkcji.

## Odmiany asymptot funkcji

### Pionowe
Jeśli krzywa dana jest w postaci {\displaystyle y=f(x),} gdzie {\displaystyle f} jest funkcją, która nie jest określona w punkcie {\displaystyle x=a,} to ma ona w tym punkcie asymptotę pionową, jeżeli istnieje granica niewłaściwa:
- {\displaystyle \lim _{x\to a_{-}}f(x)=\pm \infty } (asymptota lewostronna)
- {\displaystyle \lim _{x\to a_{+}}f(x)=\pm \infty } (asymptota prawostronna)
- {\displaystyle \lim _{x\to a_{-}}f(x)=\pm \infty \wedge \lim _{x\to a_{+}}f(x)=\pm \infty } (asymptota obustronna; w szczególności jedna granica może być równa {\displaystyle +\infty } a druga {\displaystyle -\infty })

### Poziome i ukośne
Parametry asymptoty poziomej i ukośnej {\displaystyle y=ax+b} dla krzywej danej w postaci {\displaystyle y=f(x)} można wyznaczyć jako granice:
- w przypadku asymptoty prawostronnej:

{\displaystyle a=\lim _{x\to +\infty }{\frac {f(x)}{x}}}
oraz
{\displaystyle b=\lim _{x\to +\infty }(f(x)-ax)}
- w przypadku asymptoty lewostronnej:

{\displaystyle a=\lim _{x\to -\infty }{\frac {f(x)}{x}}}
oraz
{\displaystyle b=\lim _{x\to -\infty }(f(x)-ax)}
Jeśli przynajmniej jedna z granic wyznaczających {\displaystyle a} lub {\displaystyle b} nie istnieje lub jest granicą niewłaściwą, to wykres nie ma odpowiedniej (prawo- lub lewostronnej) asymptoty ukośnej, ani poziomej. Jeśli {\displaystyle a=0,} to wyznaczona asymptota jest pozioma – równoległa do osi odciętych.